# Петерс, Пээт Феликсович

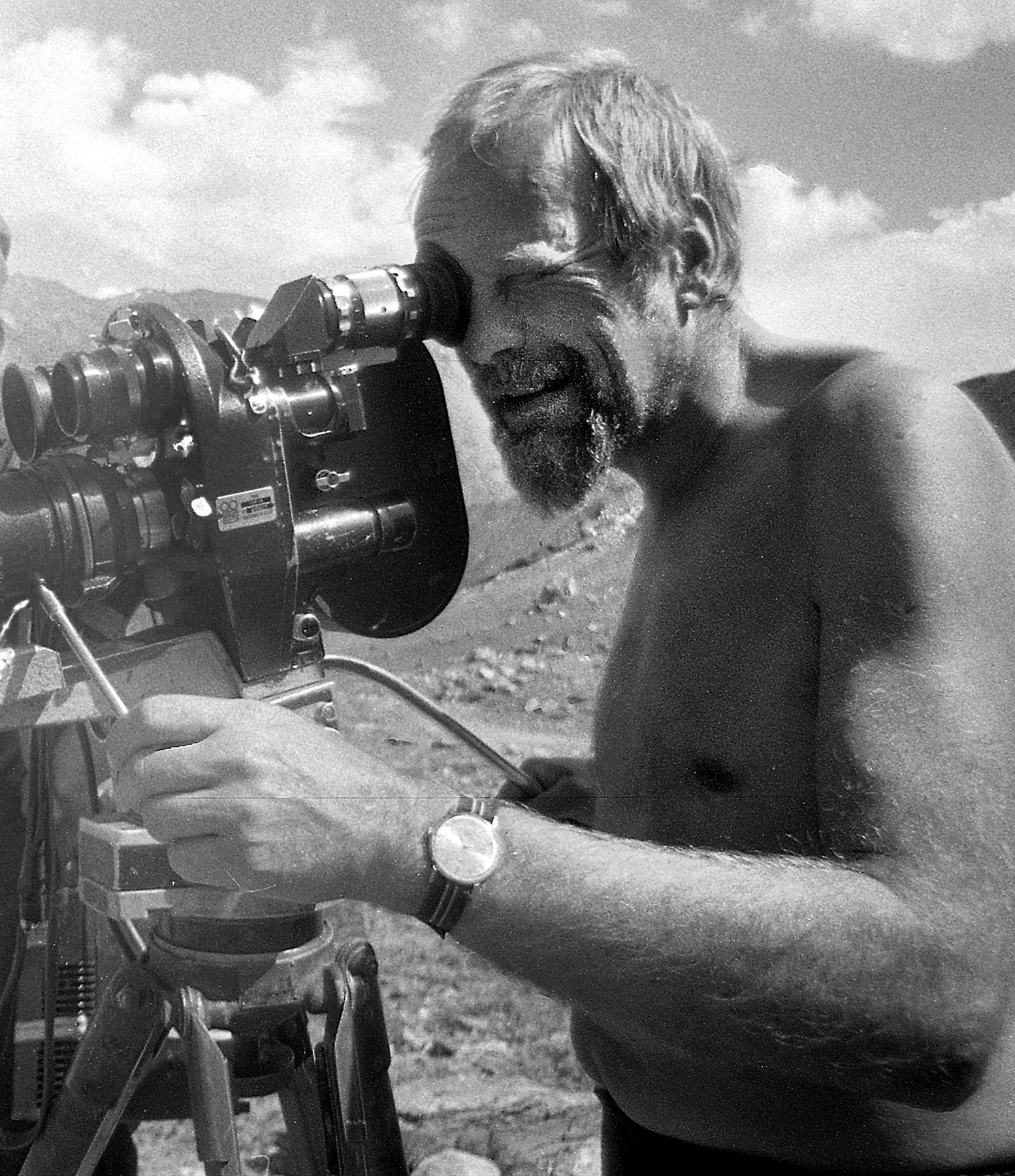
На съемках фильма, 1984
Фото: Яан Кюннап

Петерс-Вяйнасту Пээт Феликсович (09.07.1937, Таллин — 20.04.2011, Москва) — советский режиссёр документального кино, оператор и сценарист, член Союза кинематографистов СССР (1972), Союза кинематографистов России (1992), альпинист, снявший множество фильмов о горах, альпинизме и о прикладном значении этого вида спорта.
В 1965 году окончил режиссерский факультета ВГИКа (мастерская Романа Лазаревича Кармена). Первое восхождение с кинокамерой на вершину Электро совершил в 1962 году, съёмка трехминутного сюжета для киножурнала «Советская Киргизия» № 25, 1962 г. С этого момента началась его творческая жизнь, посвящённая документальному кино на альпинистскую тематику.
В те годы он в числе немногих реализовал свои творческие замыслы на договорных началах, проработав на 12 киностудиях страны. Ему первому из кинематографистов удалось произвести профессиональную киносъёмку с кинокамерой Конвас (вес 7,2 кг) на семитысячниках Памира: пике Ленина в международной альпиниаде (1967) и пике Коммунизма (1970) о восхождении альпинистов из Донецка. Создал десятки кинокартин. Многие из них получили награды на международных: Кортина Д’Ампеццо и Тренто, Италия, Кран (Югославия), и всесоюзных — в Одессе и Таллине, Минске и Ашхабаде и других региональных фестивалях.

## Работа на киностудиях
- «Киргизфильм» (1962);
- Дальневосточная студия кинохроники (1963—1964)
- Студия научно-популярных фильмов Узбекистана (1966—1967)
- Украинская студия хроникально-документальных фильмов (1967, 1970, 1976 гг.)
- Куйбышевская студия кинохроники (1968—1972)
- «Центрнаучфильм» (1972)
- Центральная студия детских фильмов (1972—1975, 1987—1995)
- Восточно-сибирская студия кинохроники (1973, 1979)
- Т/о «Экран» (1975—1982)
- «Таджикфильм» (1977—1978, 1986)
- Ростовская-на-Дону студия кинохроники (1981—1985)
- «Таллинфильм» (1982—1985)
- «Эстонский телефильм» (1983—1984)
- «Фора-фильм» (Москва, с 2007 г .)